# Роздольне (Ілецький район)
Роздо́льне (рос. Раздольное) — село у складі Ілецького району Оренбурзької області, Росія.

## Населення
Населення — 221 особа (2010; 308 у 2002).
Національний склад (станом на 2002 рік):
- росіяни — 85 %